# VIVA Schweiz
VIVA Schweiz (letzte Senderkennung: VIVA CH) war ein Schweizer Fernsehsender mit Sitz in Zürich und der Schweizer Ableger von VIVA Deutschland. Er ging am 6. September 1999 als SWIZZ auf Sendung und wurde 2000 in VIVA Swizz und 2002 in VIVA Schweiz umbenannt. Auf dem Spartensender wurden vor allem Musikvideos und Unterhaltungssendungen für Teenager ausgestrahlt. Am 16. Mai 2011 übernahm Comedy Central Schweiz den Sendeplatz von VIVA Schweiz, was vorläufig die Einstellung des Sendebetriebs bedeutete. Am 1. Oktober 2012 nahm der Sender seinen Betrieb wieder auf. Mit Ablauf des 31. Dezember 2018 wurde er eingestellt, da das Mutterunternehmen Viacom entschieden hatte, die Marke VIVA einzustellen.

## Geschichte

Ehemaliges Logo von VIVA Swizz

Logo bis 2011

1999 wurde in Zürich von Pierre Rothschild und Suzanne Speich ein Musiksender unter dem Namen swizz Music Television (SWIZZ) gegründet – SWIZZ ging am 6. September erstmals auf Sendung. Pierre Rothschild schaute in einer schlaflosen Nacht in einem Hotelzimmer in Amsterdam den dortigen lokalen Musiksender und dachte sich beim Frühstück: «Das mache ich in der Schweiz auch!» Gemeinsam mit Suzanne Speich nahmen die Aufbau- und Finanzierungsarbeiten mehr als zwei Jahre in Anspruch, bis eine Tochterfirma der Credit Suisse den Start ermöglichte. Zu den grossen Kunden der ersten Stunde zählten McDonald’s, Sunrise und Coca-Cola. Ohne sie wäre der Sender nicht möglich gewesen. Der Sender war von Anfang an ein grosser Erfolg. Auch die technische Lösung – alle Clips und Programmteile kamen schon damals von der Harddisk – war wegweisend. Die Teletrend AG in Rotkreuz war für die gesamte Technik verantwortlich und leistete Pionierarbeit.
Im Jahr 2000 erwarb die deutsche VIVA Fernsehen Anteile an SWIZZ – der Sender wurde am 6. September 2000 zunächst in VIVA Swizz umbenannt und wechselte auf den Sendeplatz von VIVA Deutschland. Damit war der deutsche Ableger in der Schweiz nicht mehr empfangbar. Nach der Mehrheitsübernahme durch VIVA (Deutschland) im Jahr 2002 wurde der Sender in VIVA Schweiz umbenannt und Asta Baumöller zur alleinigen Geschäftsführerin berufen. Giovanni Zamai trat 2007 ihre Nachfolge an.
Nachdem die VIVA Media AG durch den US-amerikanischen Medienkonzern Viacom übernommen worden war, gehörte VIVA Schweiz zu Viacom. Im Jahr 2008 wurden Meldungen laut, dass Viacom den eigentlich profitablen Schweizer Ableger verkaufen möchte.
Vom 1. April 2009 bis zum 15. Mai 2011 wurde VIVA nur noch von 20:15 bis 05:00 Uhr ausgestrahlt. Das bislang morgens auf MTV Schweiz ausgestrahlte Schweizer NICK-Fenster hatte die freie Sendezeit übernommen. Für Nick wurden einige wenige landesspezifische Sendungen produziert. Das VIVA-Programm bestand seitdem ausschliesslich aus Musikvideos und Telefongewinnspielen; Formate anderer Art wurden auf MTV Schweiz ausgestrahlt, das seit dem 1. April 2009 ebenfalls durch Schweizer Musikvideos und lokale Produktionen ergänzt und vom deutschen Mantelprogramm strukturell unabhängiger wurde.
Per 16. Mai 2011 wurde die Struktur der in der Schweiz verbreiteten Viacom-Sender erneut verändert. Während MTV Schweiz weiterhin als lokalisierter 24-Stunden-Sender verfügbar blieb, übernahm der neu lokalisierte Sender Comedy Central Schweiz die Sendezeit von VIVA Schweiz (20:15–05:00) auf dem gemeinsam genutzten Kanal mit Nickelodeon Schweiz (05:00–20:15). Die Änderung markierte das faktische Ende von VIVA Schweiz, das in digitalen Kabelnetzen durch VIVA Deutschland ersetzt und analog nicht mehr verbreitet wurde.
Am 27. September 2012 kündigte Viacom an, dass VIVA Schweiz erneut auf Sendung gehen soll. Der Sender startete am 1. Oktober 2012 wieder. Er konnte in HD per Quickline, Sunrise Communications TV und mit Swisscom TV, in SD per UPC Schweiz empfangen werden.
Seit dem 8. September 2014 sendete VIVA Schweiz nur noch 11 Stunden am Tag, zwischen 17:00 Uhr und 6:00 Uhr strahlte Comedy Central sein Programm aus. Dieses gab, nach einer Umstellungsphase für Kabelnetzbetreiber, die am 30. September 2014 endete, seine bisherigen Frequenzen mit Nickelodeon auf. Zum 1. Oktober 2015, somit etwas mehr als ein Jahr nach der Kanalteilung, änderte Viacom erneut die Sendezeiten, sodass VIVA von 2:00 Uhr bis 14:00 Uhr zu sehen war wird und eine Stunde mehr erhielt. Damit sollte auch die Musikstrecke um vier Stunden verlängert werden. In der restlichen Zeit von 14:00 Uhr bis 2:00 Uhr war weiterhin Comedy Central zu sehen.
Im Juni 2018 gab Viacom bekannt, dass VIVA Ende 2018 eingestellt wird. Der Sendeplatz wurde von Comedy Central übernommen, sodass dieses fortan 24 Stunden sendete.

## Sendezeiten
|                                          | 06:00 Uhr                 | 14:00 Uhr                 | 17:00 Uhr                 | 20:15 Uhr                 | 02:00 Uhr                 | 05:00 Uhr                 |
| ---------------------------------------- | ------------------------- | ------------------------- | ------------------------- | ------------------------- | ------------------------- | ------------------------- |
| 6. September 1999 bis 6. September 2000  | SWIZZ                     | SWIZZ                     | SWIZZ                     | SWIZZ                     | SWIZZ                     | SWIZZ                     |
| 6. September 2000 bis 31. März 2009      | VIVA SWIZZ / VIVA Schweiz | VIVA SWIZZ / VIVA Schweiz | VIVA SWIZZ / VIVA Schweiz | VIVA SWIZZ / VIVA Schweiz | VIVA SWIZZ / VIVA Schweiz | VIVA SWIZZ / VIVA Schweiz |
| 1. April 2009 bis 30. März 2010          | NICK Schweiz              | NICK Schweiz              | NICK Schweiz              | VIVA Schweiz              | VIVA Schweiz              | NICK Schweiz              |
| 31. März 2010 bis 15. Mai 2011           | Nickelodeon Schweiz       | Nickelodeon Schweiz       | Nickelodeon Schweiz       | VIVA Schweiz              | VIVA Schweiz              | Nickelodeon Schweiz       |
| 1. Oktober 2012 bis 7. September 2014    | VIVA Schweiz              | VIVA Schweiz              | VIVA Schweiz              | VIVA Schweiz              | VIVA Schweiz              | VIVA Schweiz              |
| 8. September 2014 bis 30. September 2015 | VIVA Schweiz              | VIVA Schweiz              | Comedy Central Schweiz    | Comedy Central Schweiz    | Comedy Central Schweiz    | Comedy Central Schweiz    |
| 1. Oktober 2015 bis 31. Dezember 2018    | VIVA Schweiz              | Comedy Central Schweiz    | Comedy Central Schweiz    | Comedy Central Schweiz    | VIVA Schweiz              | VIVA Schweiz              |

## Programm
Der Anteil an Schweizer Clips im Programm lag bei 15 bis 20 Prozent.
Auszug ehemals ausgestrahlter Sendungen
- Americas Next Topmodel
- Simple Life
- The Sexiest
- Extreme Entertainment
- Celebrities Gone Bad
- All Access
- The Fabulous Life
- Shibuya
- Virgin Diaries
- Bump & Grind
- Style Star
- Are u Hot?
- Laguna Beach
- Swiss.Space
- VIVA Spezial

Mit der Einführung der Kanalteilung mit Nickelodeon (5:00–20:15) wurden auf VIVA (20:15–5:00) nur noch Musikclips mit kontinuierlicher Werbeeinblendung ausgestrahlt. Diese beiden in Clip Trip (20:15–22:19) und Nachtexpress (2:20–5:00) aufgeteilten Musikclip-Blöcke wurden jeweils durch einen vierstündigen Block (22:19–2:20) mit Esoteriksendungen (u. a. Zukunftsblicke mit Mike Shiva) unterbrochen.

## VIVA-VJs (1999–2011) und (2012–2018)
Wenn die Laufbahn der Moderatoren unbekannt ist, wird erwähnt, was sie heute sind. Sonst Laufbahn und/oder Sendung bei VIVA.
- Marco Fritsche (Retro, Sunrise) (1999)[1]
- Nadja Zimmermann (Sunrise) (1999)[1]
- Gabriel Gee-Jay Jenny (1999–2002)[15]
- Sanja Ristic (Push) (1999–2002)[16]
- Eveline von Arx (Eveline 4 You) (1999–2003)[1]
- Georgina Casparis (1999–2003)[17]
- Alexa Brogli (konzipierte Sendungen, arbeitete als Redaktorin) (1999–2005)[18]
- Max Loong (4 You, Fanta Fiesta) (2000–2006)[1][19]
- Thierry Levy (2000)[20]
- Viet Dang (nach VIVA: Tänzer und Choreograph)
- Nick Läderach (2004–2006)[21]
- Yoshi Nakahara (nach VIVA: unbekannt)
- Kathrin Ruch (1999–2000), hat bei der Übernahme von VIVA den Sender verlassen.[22]
- Samuel Textor
- Nadja Polisensky (Model)
- Eveline von Arx (Chefredaktorin Elternmagazin Fritz und Fränzi, Zürich)
- Yves Zurwerra
- Robin Rehmann
- Jubaira Bachmann (Word-, More- und Chapter-Moderatorin, ab 2007 Leiterin Musikabteilung bis 2011)[23]
- Linda Gwerder
- Fabienne Heyne
- Clemens Lützen
- Laura Zurbriggen (VIVA Top 100 Switzerland) (Mai 2014 – 31. Dezember 2018)

## Ehemalige VIVA-VJs
In Klammern ihre derzeitigen Tätigkeiten, sofern bekannt.
VJs beim Sendestart 1999
- Noémi Besedes (Schauspielerin)
- Alexa Brogli (freie Journalistin)
- Georgina Casparis (Designerin)
- Viet Dang (Tänzer und Choreograph)
- Christian Franzoso (Redaktor und Moderator SRF G&G – Gesichter und Geschichten)
- Marco Fritsche (Moderator Tele Ostschweiz, 3 Plus TV etc.)
- Stephan Gubler (Journalist, u. a. Schweizer Illustrierte)
- Cécile Bähler (ehem. Moderatorin SF Meteo)
- Salar Patrick Bahrampoori (Freakish TV)
- Conny Brügger (Moderatorin Zambo / Aussenmoderatorin SRF bi de Lüt bei SRF)
- Elif Erisik (Chefredaktion Joiz)
- Max Loong (MTV Asia, Moderator MusicStar 2007 und 2008 bei SRF)